# Велка-Снежна пещера
Велка-Снежна пещера или Большая Снежная пещера (пол. Jaskinia Wielka Śnieżna) — известняковая пещера на горе Малолончняк в Западных Татрах, южная Польша. Пещера находится в Татранском национальном парке.
С разведанною длиной 23 753 м и глубиной 824 м, это самая длинная и глубокая пещера Польши.

## Морфология
Большая Снежная пещера имеет 5 известных входов, которые сначала считались отдельными пещерами:
- Снежная пещера (пол. Jaskinia Śnieżna) — 1701 м над уровнем моря, открытая в 1959 году. Вход в неё находится в части Выжня Свистувка долины Малей Луки у подножия стены террасы Котлины. Пещера является главной частью системы Большая Снежная. Её длина составляет около 14 954 метров, а высота падения — 622 метра[4];
- Пещера над Котлинами (пол. Jaskinia nad Kotlinami) — 1875 м над уровнем моря, открытая в 1966 году, совмещена со Снежной в 1968 году. Её вход находится в части Выжня Свистувка долины Малей Луки на краю Котлины. Длина пещеры составляет около 1465 метров, высота падения — 433,5 метров. Рядом находится вход в пещеры Малолукей;
- Ясны Авен (пол. Jasny Awen) — 1852 м над уровнем моря, впервые исследована в 1959 году, совмещена с Большой Снежной в 1978 году. Её вход находится в части Выжня Свистувка долины Малей Луки, в 40 м от входа в пещеру над Котлинами. Длина пещеры составляет около 115 метров, высота падения — 61 метр;
- Пещера Велька Литворова (пол. Jaskinia Wielka Litworowa) — 1906 м над уровнем моря, совмещённая с Большой Снежной 1995 году. Вторая по длине пещера в системе Большой Снежной. Её вход расположен в долине Литворова на склоне горы Малолончняк. Её длина составляет 7185 метров, а высота падения — 370 метров;
- Волчья пещера (пол. Jaskinia Wilcza) — 1672 м над уровнем моря, открытая в 1996 году, совмещённая с Большой Снежной 1999 году. Это самая маленькая пещера в системе Большой Снежной. Её вход расположен в долине Малей Луки в стенах, спускающихся от Котлины до кара Нижня Свистувка. Её длина составляет около 54,7 метров, высота падения — 16 метров.

Входы соединены сложной системой питчей и коридоров. Некоторые из них содержат подземные ручьи, водопады, бассейны или сифоны. Вода из пещеры вытекает через карстовый источник, известный как «Ледяной источник» (пол. Lodowe Źródło).

## Исследования
Пещера Снежная была открыта в 1959 году спелеотуристами из Закопане. В 1960 году её разведанная высота падения достигла 545 метров, что сделало её на тот момент четвёртой в мире по глубине. В последующие годы пещера была интенсивно исследована и соединена с другими пещерами. Исследования продолжаются до сих пор, в том числе попытки совместить Большую Снежную со второй по величине пещерой Польши Снежна-Студня (пол. Śnieżna Studnia).